# Adamovich József
Adamovics József, másként: Adamovich (Sajóhídvég, 1845. május 28. – Tiszaeszlár, 1887. január 6.) plébános.

## Élete
Pappá szentelték 1869. július 25-én. Egerszalókon, Gyöngyöshalászon, 1872-től Harsányban, később Diósgyőrben, Szentiványon és Füzesabonyban működött mint káplán. 1878. szeptember 10-én plébános lett Tiszaeszláron. Itt szolgált a tiszaeszlári vérvád eseményeinek idején, amikor a helyi zsidókat azzal vádolták, hogy rituálisan meggyilkoltak egy Solymosi Eszter nevű keresztény gyermeket.
Írásai azt bizonyítják, hogy valószínűleg hitt a rituális gyilkosság lehetőségében. Nem sokkal Solymosi Eszter halála után cikke jelent meg a Magyar Állam hasábjain. Erre a cikkre hivatkozott Istóczy Győző 1882. május 24-i interpellációjában. Később ugyanebben a lapban vitacikket is közölt Adamovich.

## Művei
- Egy lány eltűnésének titokzatos esete (Magyar Állam, 1882. május 20.)
- A Tisza-Eszlári zsidókérdés. Válasz Schück: A keresztények a zsidókról czímű röpiratára. (Budapest, 1882)(Külön-nyomat: Tiszaeszlár-Zsidókérdés. Válasz Schuck Salamon karcagi főrabbinak. A keresztények a zsidókról. Bp. 1882. Hunyadi M. műintézet.)[3]